# Porosimetrie
Der Begriff Porosimetrie bezeichnet Methoden zu Messung der Porosität und Porenvolumverteilung eines Materials.
Oft wird der Begriff gleich gesetzt mit der Quecksilberporosimetrie. Es gibt jedoch noch zahlreiche andere Verfahren, die vor allem bei der Charakterisierung von dünnen Schichten an Bedeutung gewinnen, wie:
- Gasporosimetrie
- Flüssig-Flüssig-Porosimetrie
- ellipsometrische Porosimetrie (EP)[1]
- Quecksilberporosimetrie
- Röntgen-Porosimetrie (XRP, engl. x-ray porosimetry)[2]
- Ortho-Positronium-Porosimetrie[3]